# Canto de Agua
Canto de Agua, informalmente conocido como Canto del Agua, es una pequeña localidad chilena casi deshabitada ubicada en la comuna de Huasco. Se encuentra a 5 km de Carrizal Alto hacia el norte y a 28 km de Carrizal Bajo hacia el oeste.
En este sector se instaló una cantidad considerable de industrias relacionadas al tratamiento de minerales, ya que esta fue una zona de altísima producción de cobre a mediados del siglo XIX. Tras la decadencia de la actividad minera hacia 1900, estas localidades fueron quedando abandonadas.
Las ruinas que todavía se mantienen en pie son el registro desgastado y descuidado de localidades que a pesar de un pasado esplendor han quedado en el olvido.

## Historia
El poblado de Canto del Agua tiene su origen en el maderocarril establecido inicialmente entre el poblado y mineral de Carrizal Alto y el puerto de Carrizal Bajo. Posteriormente, esta línea se cambiaría por una de ferrocarril y se extendería también a otras minas como Astillas, Cerro Blanco y Jarillas ente otras.
En 1899 Canto del Agua contaba con Estación de Ferrocarril, servicio de correos y telégrafos, escuela gratuita y establecimientos de industria minera. Esta localidad fue llamada también El Flojo

## Educación
La única escuela de la localidad es la Escuela Moisés López Trujillo (G-100), es una escuela básica rural que imparte una enseñanza con cursos combinados de 1° a 6° año básico, contando con una matrícula de 12 alumnos.

## Servicios
La localidad cuenta con una posta para el servicio de salud de la pequeña comunidad.